# La casa del tiempo
La casa del tiempo  es una novela de la escritora italiana Laura Mancinelli publicada en 1993.

## Resumen
Un pequeño pueblo de campo, entre Piamonte y Liguria. Ahí es donde el pintor Orlando se fue hace años. Al volver a los lugares de su infancia descubre que la casa rosa de su maestro está en venta y, sin saber por qué, la compra. Nada más tranquilo. Pero entonces la casa, o el profesor que murió allí, envía señales, expresa una voluntad precisa y un poco siniestra. No rechazar cualquier medio...

## Ediciones
- La casa del tiempo / trad. Natalia Zarco Cumplido. Periférica, 2021, 179 p. ISBN 978-84-18264-89-4